# Miniopterus zapfei
Miniopterus zapfei es un murciélago fósil del género Miniopterus del Mioceno medio de Francia. Descrito por primera vez en 2002, sólo se conoce en el yacimiento de La Grive M, donde se encuentra con otra especie fósil de Miniopterus, el más pequeño y común Miniopterus fossilis. M. zapfei se conoce a partir de cinco mandíbulas (maxilares inferiores) y un cuarto premolar superior aislado (P4). El cuarto premolar inferior es más delgado que en M. fossilis y el borde cingular que rodea al P4 está menos desarrollado que en los Miniopterus vivos. La longitud del primer molar inferior es de 1,57 a 1,60 mm.

## Taxonomía
Miniopterus zapfei fue descrita por Pierre Mein y Léonard Ginsburg en un artículo de 2002 sobre las edades y faunas de los yacimientos fósiles de La Grive-Saint-Alban, en el sureste de Francia. Mein y Ginsburg escribieron que era la segunda especie fósil de Miniopterus descrita, después de Miniopterus fossilis de Eslovaquia, pero no mencionaron Miniopterus approximatus del Plioceno de Polonia ni Miniopterus tao del Pleistoceno de China. En 2003 se describió otra especie fósil, Miniopterus rummeli, del Mioceno de Alemania. El nombre específico, zapfei, hace honor a Helmuth Zapfe, que describió M. fossilis. Miniopterus también incluye unas 20 especies vivas de pequeños murciélagos insectívoros distribuidos por el sur de Eurasia, África y Australia. Aunque históricamente el género se situaba en la familia Vespertilionidae, actualmente se clasifica en su propia familia, Miniopteridae.

## Descripción
El material conocido (hipodigma) de Miniopterus zapfei incluye una mandíbula (maxilar inferior) con el cuarto premolar (p4), el primer molar (m1) y el segundo molar (m2); una mandíbula con m1; una mandíbula con m1 y m2; una mandíbula con m2 y el tercer molar (m3); una mandíbula sin ningún diente; y un cuarto premolar superior aislado (P4). Algunas mandíbulas conservan también los alvéolos (aberturas) de los dientes que no se han conservado. Las dimensiones del p4 (largo y ancho) son 1,03 x 0,88 mm; el m1 mide de 1,57 a 1,60 x 1,01 a 1,07 mm; el m2 mide de 1,51 a 1,64 x 0,95 a 1,05 mm; el m3 aislado mide 1,41 mm; y el P4 aislado mide 1,38 x 1,52 mm. 38 x 1,52 mm. En una mandíbula bien conservada, la longitud desde el alvéolo del primer incisivo hasta el extremo del m3 es de 8,80 mm y la profundidad de la mandíbula en el m1 es de 1,50 mm. 50 mm. Miniopterus zapfei puede identificarse como un Miniopterus por la posesión de tres premolares inferiores (designados p2, p3 y p4, porque el primer premolar original se ha perdido); un p3 de dos raíces; y los molares nyctalodont, con el posterolophid (una cresta en la parte posterior del molar) detrás de la cúspide entoconid. M. zapfei es un 30% más grande que M. fossilis y tiene un p4 más delgado. En comparación con los Miniopterus vivos, el cíngulo (repisa) que rodea el P4 está menos desarrollado y la cresta parastilo es más débil.

## Área de distribución y ecología
Miniopterus zapfei sólo se conoce en el yacimiento de La Grive M, en el pueblo de Saint-Alban-de-Roche, departamento de Isère, sureste de Francia. La Grive M es uno de los varios yacimientos de relleno de fisuras de la zona, conocidos colectivamente como La Grive-Saint-Alban, que han producido una rica fauna fósil. La Grive M es la localidad de referencia para la zona MN 7/8, hace entre 13 y 11 millones de años.  La Grive M es uno de los yacimientos más antiguos de La Grive, y Mein y Ginsburg propusieron tomarlo como localidad de referencia para una zona separada MN 7. M. zapfei es raro en La Grive M; Miniopterus fossilis es mucho más común en el mismo yacimiento, y también se ha encontrado en La Grive L7 y en otras localidades europeas que van de MN 6 a MN 13.